# HD144748
HD144748 — хімічно пекулярна зоря спектрального класу F0, що має видиму зоряну величину в смузі V приблизно  8,6.
Вона  розташована на відстані близько 2064,3 світлових років від Сонця.

## Пекулярний хімічний склад
Зоряна атмосфера HD144748 має підвищений вміст 
Cr
.